# Vintri
Vintri (Duits: Wintri) is een plaats in de Estlandse gemeente Saaremaa, provincie Saaremaa. De plaats heeft de status van dorp (Estisch: küla) en telt 25 inwoners (2021).
Tot in oktober 2017 behoorde Vintri tot de gemeente Salme en sindsdien tot de fusiegemeente Saaremaa.
De plaats ligt aan de oostkust van het schiereiland Sõrve, dat deel uitmaakt van het eiland Saaremaa.

## Geschiedenis
Vintri werd voor het eerst genoemd in 1566 als boerderij op het landgoed van Torgu onder de naam Pawell wintermusz.
Tijdens de Tweede Wereldoorlog werd Vintri, net als een aantal andere plaatsen op het schiereiland Sõrve, door oorlogshandelingen vrijwel volledig vernield.
In 1977 werd Vintri (en ook de dorpen Easte, Hindu en Kaimri) bij Anseküla gevoegd. In 1997 werd het weer een zelfstandig dorp.